# Библиотека любителя астрономии
Библиоте́ка люби́теля астроно́мии — серия научно-популярных книг, выпускавшаяся в 1979—1993 годах в СССР и РФ Главной редакцией физико-математической литературы издательства «Наука». В качестве авторов книг серии выступили всемирно известные учёные и признанные специалисты.

## Общая информация

### Предвестники серии
В 1930-е—1960-е годы издательствами ОНТИ, Гостехиздат и Физматгиз был выпущен имевший успех в среде любителей астрономии ряд книг со сходными названиями:
- 1938 — Паренаго П. П., Кукаркин Б. В. Переменные звёзды и способы их наблюдения. — М.—Л.: ОНТИ, Ред. техн.-теоретич. лит-ры, 1938. — 144 с.[2]
- 1947 — Паренаго П. П., Кукаркин Б. В. Переменные звёзды и способы их наблюдения. — 2-е изд., испр. — М.—Л.: Гостехиздат, 1947. — 168 с.[3]
- 1948 — Шаронов В. В. Солнце и его наблюдение. — М.—Л.: Гостехиздат, 1948. — 203 с.[4]
- 1956 — Сытинская Н. Н. Луна и её наблюдение. — М.: Гостехиздат, 1956. — 254 с.[5]
- 1957 — Бронштэн В. А. Планеты и их наблюдение / Под ред. проф. Н. Н. Сытинской. — М.: Гостехиздат, 1957. — 207 с. — (Б-ка астронома-любителя).[6]
- 1960 — Солнечные затмения и их наблюдения / Сост. В. А. Бронштэн, Е. Я. Богуславская, Н. Я. Богуславская [и др.]. Под ред. чл.-кор. АН СССР А. А. Михайлова. — М.: Физматгиз, 1960. — 238 с.[7]

### Выпуски серии по годам
Серия насчитывает двенадцать выпусков. Всего с учётом переизданий в ней было издано тринадцать книг:
- 1979 — Бронштэн В. А. Планеты и их наблюдение. — 2-е изд., перераб. и доп. — М.: Наука, 1979. — 240 с. — (Библиотека любителя астрономии). — 100 000 экз.
- 1980 — Цесевич В. П. Переменные звёзды и их наблюдение. — М.: Наука, 1980. — 176 с. — (Библиотека любителя астрономии). — 60 000 экз.
- 1980 — Чурюмов К. И. Кометы и их наблюдение. — М.: Наука, 1980. — 160 с. — (Библиотека любителя астрономии). — 75 000 экз.
- 1982 — Сикорук Л. Л. Телескопы для любителей астрономии. — М.: Наука, 1982. — 240 с. — (Библиотека любителя астрономии). — 140 000 экз.
- 1983 — Шевченко В. В. Луна и её наблюдение. — М.: Наука, 1983. — 192 с. — (Библиотека любителя астрономии). — 100 000 экз.
- 1984 — Бронштэн В. А. Серебристые облака и их наблюдение. — М.: Наука, 1984. — 128 с. — (Библиотека любителя астрономии). — 63 000 экз.
- 1985 — Беляев Н. А., Чурюмов К. И. Комета Галлея и её наблюдение. — М.: Наука, 1985. — 272 с. — (Библиотека любителя астрономии). — 100 000 экз.
- 1986 — Сикорук Л. Л., Шпольский М. Р. Любительская астрофотография. — М.: Наука, 1986. — 208 с. — (Библиотека любителя астрономии). — 90 000 экз.
- 1987 — Бабаджанов П. Б. Метеоры и их наблюдение. — М.: Наука, 1987. — 176 с. — (Библиотека любителя астрономии). — 94 000 экз.
- 1988 — Наумов Д. А. Изготовление оптики для любительских телескопов-рефлекторов и её контроль. — М.: Наука, 1988. — 160 с. — (Библиотека любителя астрономии). — 44 000 экз. — ISBN 5-02-013869-X.
- 1990 — Сикорук Л. Л. Телескопы для любителей астрономии. — 2-е изд., перераб. и доп. — М.: Наука, 1990. — 368 с. — (Библиотека любителя астрономии). — 83 000 экз. — ISBN 5-02-014075-9.
- 1992 — Степанян Н. Н. Наблюдаем Солнце. — М.: Наука, 1992. — 128 с. — (Библиотека любителя астрономии). — 10 790 экз. — ISBN 5-02-014358-8.
- 1993 — Лабузов А. С. Наблюдение галактик, туманностей и звёздных скоплений. — М.: Физматлит, 1993. — 240 с. — (Библиотека любителя астрономии). — 1000 экз. — ISBN 5-02-014755-9.

### Несостоявшиеся выпуски
В первичном плане редакционной коллегии серии предполагалось издание следующих книг, выход которых не состоялся (впоследствии книги на данные темы были написаны другими авторами):
- 5-й выпуск — Зоткин И. Т. Метеоры и их наблюдение
- 6-й выпуск — Кононович Э. В. Солнце и его наблюдение

### Дополнительный выпуск в стиле серии
В связи с предстоявшим хорошо наблюдавшимся на территории СССР полным солнечным затмением выпущено отдельное издание, формально не включённое в серию «Библиотека любителя астрономии»:
- 1980 — Солнечное затмение 31 июля 1981 года и его наблюдение / Под ред. акад. А. А. Михайлова. — М.: Наука, 1980. — 160 с. — 125 000 экз.